# Mister Blueberry
Mister Blueberry est le 24e album de la série Blueberry, édité par Dargaud en 1995. Après la mort de Jean-Michel Charlier en 1989, c'est le premier album de la série principale à être scénarisé entièrement par Jean Giraud.

## Résumé
En juillet 1881, deux journalistes de Boston arrivent à Tucson, dans le but d'aller interviewer Mike S. Blueberry. Ils sont accompagnés jusqu'à Tombstone par Tom Dorsey, directeur du Tombstone Epitaph, et suivis discrètement par trois hommes, qui recherchent également l'ancien lieutenant, dans le but de le tuer. Ils rencontrent en chemin des hommes menés par Wyatt Earp et Jonas Clum - le propriétaire du journal - qui traquent le chef apache Geronimo. Le plus jeune des journalistes découvre que des Indiens ont été massacrés, femmes et enfants inclus.
Pendant ce temps, Blueberry entame au Dunhill, le saloon de Tombstone, une partie de poker à mise élevée avec l'homme d'affaires Strawfield et Doc Holliday ; le shérif Virgil Earp et la chanteuse Dorée Malone les rejoignent ensuite. Pendant la partie, le clan des Clanton attaque la prison pour libérer Ike Clanton, enfermé là par Virgil pour une bagarre au saloon. Arrivé sur place, le shérif les soupçonne d'être venus également rechercher des preuves les liant à une attaque de diligence, attribuée officiellement aux Apaches, ce dont doutent les Earp.
Peu après l'arrivée des journalistes au Dunhill, les trois hommes les ayant suivi interrompent la partie. L'un d'entre eux, nommé Boone, reproche à Blueberry le suicide de son fils ainé après une partie perdue. Doc Holliday parvient à tirer sur l'homme mettant en joue Blueberry, un tueur engagé par Boone ; le bruit du coup de feu attire l'homme chargé de la sécurité, qui abat Boone avant d'être pris en otage par le tueur, seulement blessé, qui est abattu à la sortie par Wyatt Earp. En quittant le saloon avec Dorée, Blueberry se fait tirer dessus par le troisième homme, l'autre fils de Boone.

### Documentation
- Renaud Chavanne, « Mister Blueberry », Critix, no 1,‎ automne 1996, p. 39-44.
- Thierry Smolderen, « Le Vrai Blueberry ? », 9e Art, no 1,‎ janvier 1996, p. 126-127.